# Arnold Vanderlyde
Arnold Petrus Maria Vanderlyde –también escrito como Arnold Vanderlijde– (Sittard, 24 de enero de 1963) es un deportista neerlandés que compitió en boxeo.
Participó en tres Juegos Olímpicos de Verano, obteniendo en total tres medallas de bronce en el peso pesado, una en cada edición: Los Ángeles 1984, Seúl 1988 y Barcelona 1992.
Ganó dos medallas de plata en el Campeonato Mundial de Boxeo Aficionado, en los años 1986 y 1991, y cuatro medallas en el Campeonato Europeo de Boxeo Aficionado entre los años 1985 y 1991.

## Palmarés internacional
| Juegos Olímpicos   | Juegos Olímpicos             | Juegos Olímpicos  | Juegos Olímpicos |
| Año                | Lugar                        | Medalla           | Categoría        |
| ------------------ | ---------------------------- | ----------------- | ---------------- |
| 1984               | Los Ángeles (Estados Unidos) | Medalla de bronce | 91 kg            |
| 1988               | Seúl (Corea del Sur)         | Medalla de bronce | 91 kg            |
| 1992               | Barcelona (España)           | Medalla de bronce | 91 kg            |
| Campeonato Mundial |                              |                   |                  |
| Año                | Lugar                        | Medalla           | Categoría        |
| 1986               | Reno (Estados Unidos)        | Medalla de plata  | 91 kg            |
| 1991               | Sídney (Australia)           | Medalla de plata  | 91 kg            |
| Campeonato Europeo |                              |                   |                  |
| Año                | Lugar                        | Medalla           | Categoría        |
| 1985               | Budapest (Hungría)           | Medalla de bronce | 91 kg            |
| 1987               | Turín (Italia)               | Medalla de oro    | 91 kg            |
| 1989               | El Pireo (Grecia)            | Medalla de oro    | 91 kg            |
| 1991               | Gotemburgo (Suecia)          | Medalla de oro    | 91 kg            |